# Вася-реформатор
«Вася-реформатор» — советская кинокомедия Александра Довженко и Фауста Лопатинского, снятая в 1926 году. Картина считается утерянной.

## Сюжет
Вася, сын фабричной работницы, за один день успел вытащить из воды человека, покататься на чужой машине, разоблачить священника и поймать вора у себя дома.

## В ролях
- Василий Людвинский — Вася, пионер
- Юрий Чернышёв — Юрка, брат Васи
- Наталья Чернышева — Васина мама
- Юрий Шумский — Васин дядя
- Дмитрий Капка — завхоз Шелухасиндиката
- Владимир Уральский — повар
- Степан Шагайда — Митька Куцый, бандит
- Лазарь Френкель — служащий Шелухасиндиката
- Антон Клименко — священник

## Съёмочная группа
- Режиссёры: Александр Довженко, Фауст Лопатинский
- Сценарист: Александр Довженко
- Операторы: Даниил Демуцкий, Иосиф Рона
- Художник: Иван Суворов